# 蒋集镇 (固始县)
蒋集镇是中国河南省固始县北部的一个镇，位于史河、灌河汇流处。总面积78平方公里，人口6.8万。下辖会馆街、新街、街道等3个社区居委会及大营、孙岗、桃园、高集、三里、殷庙、栗园、秦楼、童庙、大庙、付集、兴龙、张圩、高棚、余桥、何塘、中庙、中心、春庙、徐岗、新河等21个行政村。

## 历史沿革
- 春秋战国时为蒋国地，相传为蒋姓发源地。
- 1986年撤乡建镇。

## 主要物产
- “嫩头青”萝卜

## 市镇荣誉
- 1999年被河南省建设厅命名为中州名镇
- 2000年被河南省人民政府命名为省级重点镇[2]